# تپش ۲۰۱۲

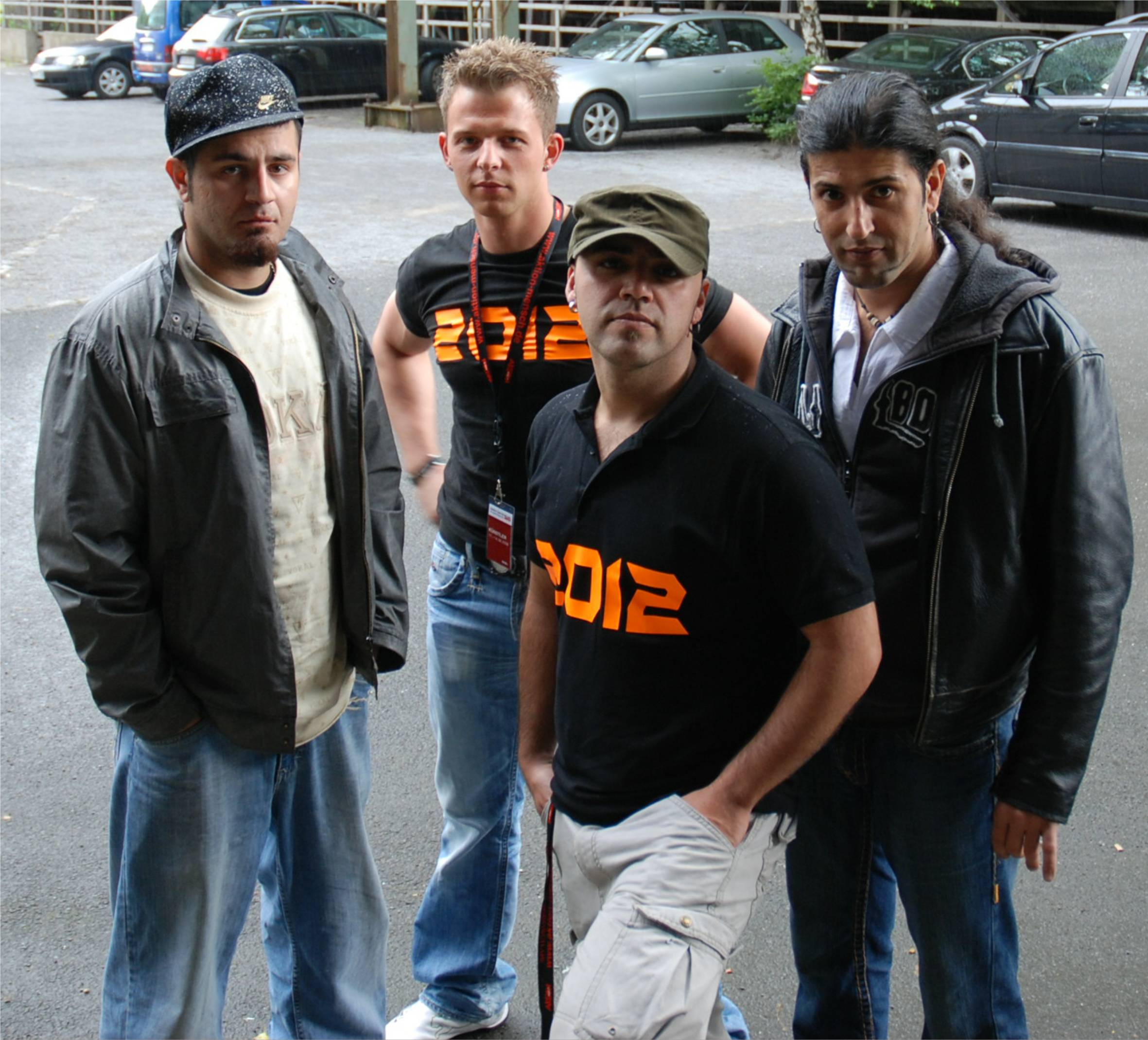
برخی از اعضای گروه تپش ۲۰۱۲

تپش ۲۰۱۲ یک گروه موسیقی به سرپرستی امید پوریوسفی بود که آهنگ‌های خود را موضوع‌های اجتماعی - سیاسی و به سبک‌های رپ، رگی، راگا، لاتین، اسکا، پاپ، و هیپ هاپ اجرا می‌کردند. اعضای این گروه ۸ نفره از ملیت‌های ایرانی، آلمانی، انگلیسی و لهستانی هستند و آثارشان به زبان‌های انگلیسی، آلمانی و فارسی است. شاهین نجفی نام این گروه در اشاره به هدف آنهاست: «ما دوست داریم در سال ۲۰۱۲ در ایران کنسرت بدهیم.» ساختار این گروه به شکل یک پروژه باز است و «هر کسی که قابلیت داشته باشد می‌تواند با آن همکاری کند و در عین حال کار شخصی خود را نیز ادامه دهد.»
تپش ۲۰۱۲ برنامه خود را در جشنواره جهانی توتال در بوخوم آلمان، به ۱۸ تیرماه و جنبش دانشجویی در ایران تقدیم کرده‌است.
این گروه که پیشاپیش کارهای زیادی آماده اجرا دارد، تصمیم دارد ماهی یک‌بار یا هر ۲۰ روز یک‌بار، یک کار را پخش کند و برنامه اجرای کنسرت در کشورهای مختلف دارد.

## پیشینه
در سال ۲۰۰۶، گروهی تحت عنوان تپش ۲۰۱۲ متشکل از چندین نفر با ملیت‌های مختلف در زمینه موسیقی اعلام موجودیت می‌کند. سرپرست این گروه (امید پوریوسفی)، سالها قبل از کشور خارج شده و در آلمان زندگی میکند. وی پیش از آغاز پروژه تپش ۲۰۱۲، سه بار به ایران سفر می‌کند و بعدها در رابطه با این سفرها می‌گوید که علت اصلی سفرهایش بررسی مسائل و مشکلات موجود در جامعه ایران بوده است.
شاهین نجفی که در سال ۲۰۰۵ به تازگی از ایران خارج شده بود، در سال ۲۰۰۸ به این گروه پیوست و با همکاری این گروه، اولین آلبوم رسمی خود را تحت عنوان «ما مرد نیستیم» منتشر کرد. اما دلایلی همچون اختلافات سلیقه، انتشار بدون اجازه ترانه‌ها و... موجب شد که از اواسط سال ۲۰۰۹، این همکاری خاتمه یابد.

## اعضا
- امین پوریوسفی (موسس گروه و نوازنده پرکاشن، گیتار و باس)
- شاهین نجفی (رپر، خواننده، آهنگساز، ترانه‌سرا و گیتاریست) (از ۲۰۰۸ تا ۲۰۰۹)
- آرمین مستعد (نوازنده باس و عضو سابق آریان)
- میشأل (نوازنده لهستانی پیانو)
- تونی (رپر آمریکایی)
- ووینا (رپر آلمانی)

## آلبوم‌ها
- «ما ایران هستیم»
- «از تهران تا برلین»
- «ما مرد نیستیم» به همراه شاهین نجفی[۲]

## ترانه‌ها

### رپ (فارسی)
- حاجی ما آخر خطیم
- حرف زن (دربارهٔ حقوق زنان)
- زندگی سگی ما
- بامداد (به یاد احمد شاملو)
- آوازه خوان در خون (به یاد فریدون فرخزاد)
- ما مرد نیستیم (برای جنبش زنان ایران)
- عمو کریس (در انتقاد از کریس دی برگ)
- فحش بده
- ما شرریم
- دادا کجایی
- چیز

### انگلیسی - آلمانی - فارسی
- سنگسار

## جوایز
- جایزه کریول ایالت نوردراین-وستفالن آلمان را در بخش موسیقی جهانی در سال ۲۰۰۶[۷][۸]